# Америчка Девичанска Острва на Летњим олимпијским играма 2012.
Америчка Девичанска Острва учествовала су на Летњим олимпијским играма 2012. одржаним у Лондону од 27. јула до 12. августа 2012. Било је то 11. учешће Америчких Девичанских Острва на Летњим играма, од 1968. у Мексико Ситију када су први пут учествовала. Пропуштене су само Игре у Москви 1980. због бојкота.
Олимпијски комитет Америчких Девичанских Острва на игре у Лондону послао је делегацију од 7 спортиста, 4 мушкарца и 3 жене, који су се такмичили у 3 спорта. 
На овим играма нису освојили ниједну медаљу, а оборен је један национални рекорд у атлетици на 100 м за жене.
Најстарији учесник у делегацији била је тросртрука учесница олмпијских медаља атлетичарка Лаверн Џоунс-Ферет са 30 година и 325 дана, а најмлађа такође атлетичарка Алисон Питер 20 година и 31 дан.
На церемонији свечаног отварања 27. јула 2012, националну заставу носио је атлетичар Табари Хенри, а на затварању атлетичарка Лаверн Џоунс-Ферет.

## Учесници по спортовима
| Спорт     | Мушкарци | Жене | Укупно |
| --------- | -------- | ---- | ------ |
| Атлетика  | 2        | 2    | 4      |
| Једрење   | 1        | 1    | 2      |
| Пливање   | 1        | 0    | 1      |
| Укупно(3) | 4        | 3    | 7      |

| Спорт    | Дисциплина | Муш. /Жене | Резултат | Такмичар           |
| -------- | ---------- | ---------- | -------- | ------------------ |
| Атлетика | 100 м      | Ж          | 11,7     | Лаверн Џоунс-Ферет |

## Резултати по спортовима

### Атлетика
Мушкарци
| Атлетичар     | Дисциплина | Лични рекорд | Група    | Група         | Полуфинале | Полуфинале | Финале           | Финале      | Детаљи |
| Атлетичар     | Дисциплина | Лични рекорд | Резултат | Место         | Резултат   | Место      | Резултат         | Место       | Детаљи |
| ------------- | ---------- | ------------ | -------- | ------------- | ---------- | ---------- | ---------------- | ----------- | ------ |
| Табари Хенри  | 400 м      | 44,77 НР     | 45,43    | 4. у гр. 4 кв | 45,19 ЛР   | 6. у пф 1. | Није се пласирао | 13/47 (61)  |        |
| Мохамед Халим | Троскок    | 16,61 НР     | 16,39    | 9 у гр. Б     |            |            | Није се пласирао | 18 /26 (27) | ,      |

Жене
| Атлетичарка        | Дисциплина | Лични рекорд | Група     | Група        | Четвртфинале | Четвртфинале | Полуфинале        | Полуфинале        | Финале            | Финале       | Детаљи |
| Атлетичарка        | Дисциплина | Лични рекорд | Резултат  | Место        | Резултат     | Место        | Резултат          | Место             | Резултат          | Место        | Детаљи |
| ------------------ | ---------- | ------------ | --------- | ------------ | ------------ | ------------ | ----------------- | ----------------- | ----------------- | ------------ | ------ |
| Лаверн Џоунс-Ферет | 100 м      | 11,13 НР     | слободна  | слободна     | 11,07 НР     | 2 у гр 7 КВ  | 11,22             | 4 у пф. 1         | Није се пласирала | 14 / 79 (80) |        |
| Алисон Питер       | 100 м      | 11,17        | слободна  | слободна     | 11,41        | 7 у гр 5     | Није се пласирала | Није се пласирала | Није се пласирала | 32 /79 (80)  |        |
| Лаверн Џоунс-Ферет | 200 м      | 22,46 НР     | 22,64 ЛРС | 2 у гр. 5 КВ |              |              | 22.62 ЛРС         | 4 у гр 2          | Није се пласирала | 10 / 52 (54) |        |
| Алисон Питер       | 200 м      | 22,77        | 23,00     | 4 у гр 1 кв  | 23,35        | 8 у гр 1     | 23 / 52 (54)      |                   | Није се пласирала |              |        |

### Једрење
Мушкарци
| Једриличар  | Дисциплина | Трка | Трка | Трка | Трка | Трка | Трка | Трка | Трка | Трка | Трка | Трка | Укупно Бод | Пласман | Детаљи |
| Једриличар  | Дисциплина | 1    | 2    | 3    | 4    | 5    | 6    | 7    | 8    | 9    | 10   | М*   | Укупно Бод | Пласман | Детаљи |
| ----------- | ---------- | ---- | ---- | ---- | ---- | ---- | ---- | ---- | ---- | ---- | ---- | ---- | ---------- | ------- | ------ |
| Сај Томпсон | Ласер      | 24   | 22   | 32   | 23   | 17   | 21   | 16   | 26   | 36   | 22   | ЕЛ   | 203        | 25      |        |

Жене
| Једриличарка | Дисциплина    | Трка | Трка | Трка | Трка | Трка | Трка | Трка | Трка | Трка | Трка | Трка | Укупно Бод | Пласман | Детаљи |
| Једриличарка | Дисциплина    | 1    | 2    | 3    | 4    | 5    | 6    | 7    | 8    | 9    | 10   | М*   | Укупно Бод | Пласман | Детаљи |
| ------------ | ------------- | ---- | ---- | ---- | ---- | ---- | ---- | ---- | ---- | ---- | ---- | ---- | ---------- | ------- | ------ |
| Мајуми Ролер | Ласер радијал | 40   | 41   | 40   | 41   | 41   | 22   | 35   | 40   | 35   | 41   | ЕЛ   | 335        | 40      |        |

- М=трка та медаље; ЕЛ=елиминисан

### Пливање
Мушкарци
| Пливач            | Дисциплина     | Група | Група     | Полуфинале       | Полуфинале       | Финале           | Финале       | Детаљи                                     |
| Пливач            | Дисциплина     | Време | Пласман   | Време            | Пласман          | Време            | Пласман      | Детаљи                                     |
| ----------------- | -------------- | ----- | --------- | ---------------- | ---------------- | ---------------- | ------------ | ------------------------------------------ |
| Бранден Вајтхерст | 100 м слободно | 51,04 | 7 ху гр.4 | Није се пласирао | Није се пласирао | Није се пласирао | 36 / 56 (60) | Архивирано на веб-сајту (8. новембар 2020) |